# Niels (roi)
Niels de Danemark, né vers 1064 et mort le 25 juin 1134, fut roi de Danemark de 1104 à 1134.

## Biographie
Niels est le cinquième des fils du roi Sven II de Danemark qui accède successivement à la royauté. Il devient roi en 1104 à la mort de son frère Éric Ier au détriment du fils de ce dernier Harald Kesja.
Le début de son long règne est paisible. Niels épouse Margrete Fredkulla, fille du roi de Suède Inge Ier l'Ancien et veuve de Magnus III de Norvège. Magnus Nilsson den Starke (le Fort), le fils unique né de cette union, fut choisi en 1125 comme roi sous le nom de Magnus Ier le Fort par les habitants du Västergötland. Après le décès de Margrete, il épouse vers 1130 Ulvild Haakonsdatter, la veuve de Inge II le Jeune.
Magnus Nilsson, qui se considérait comme l'héritier du royaume de Danemark, s'inquiétait de la popularité de son cousin Knut Lavard le fils légitime du roi Éric Ier de Danemark, qui avait également reçu de l’empereur un titre royal en 1129 pour régner sur les Obodrites, un peuple slave des bords de la Baltique. Le 7 janvier 1131 à Ringsted en Seeland, Magnus fait assassiner Knut Lavard par sa garde personnelle (Hird). Ce meurtre déclenche une violente guerre civile. 
Le futur Éric II de Danemark prend la tête des partisans de son demi-frère assassiné rassemblés par la famille d'Asser Hvide de Seeland et l'archevêque Asser de Lund. Sur la rivière Eider en 1131, Niels conclut un traité de paix avec Lothaire II du Saint-Empire qui s'engage à repasser la rivière frontière sans attaquer les fortifications du Dannewirke ni à venger le meurtre de Knut Lavard. Le roi de Danemark paiera en contrepartie 4 000 marks à l'Empereur et son fils Magnus devra entrer à son service.
Magnus Nilsson, rappelé par son père au Danemark, réussit à repousser Éric Emune qui doit s'exiler momentanément en 1133 en Norvège. Niels Ier et son fils sont également en butte à l'hostilité croissante de l’empereur germanique qui leur reproche d'avoir maltraité des marchands allemands membres de la Hanse. Malgré l'hommage que Magnus Nilsson doit lui rendre pour la première fois de l'histoire du Danemark à Pâques 1134 à Halberstadt, l’empereur Lothaire II fait preuve d’une bienveillante neutralité pour les projets des ennemis du roi.
C'est ainsi que l'armée de chevaliers d'Éric II Emune renforcée par 300 chevaliers allemands mercenaires écrase l'armée royale en Scanie le 4 juin 1134 à Fotevik près de Skanör. Magnus Nilsson périt dans l’engagement ainsi que le prince Henrik de Danemark, Magnus Haraldsen un fils de Harald Kesja et cinq évêques qui soutenaient le parti du roi dont quatre titulaires de sièges danois : Peder de Roskilde, Adelbert de Slesvig, Ulkketl d’Aarhus, et Thorik de Ribe.  Niels doit se réfugier au Jutland, où il est tué par les habitants le 25 juin 1134.

## Sources
- Simon Lebouteiller (traduit du norrois et présenté), La Saga des rois de Danemark Knýtlinga saga, Toulouse, Anacharis, 2021, 253 p. (ISBN 9791027904129), « § 83-98 », p. 179-200.
- Lucien Musset, Les Peuples scandinaves au Moyen Âge, Paris, Presses universitaires de France, 1951, 342 p. (OCLC 3005644).